# ليو غودوين سينيور
ليو غودوين سينيور (بالإنجليزية: Leo Goodwin, Sr.)‏ هو شخصية أعمال أمريكي، ولد في 1886، وتوفي في 1971.